# فرودگاه اوکلند
فرودگاه آوکلند (به انگلیسی: Auckland Airport) یک فرودگاه همگانی مسافربری با کد یاتا AKL است که یک باند فرود بتن دارد و طول باند آن ۳۶۳۵ متر است. این فرودگاه در شهر آوکلند و کشور نیوزلند قرار دارد و در ارتفاع ۷ متری از سطح دریا واقع شده‌است.

## شرکت‌های هواپیمایی و مقصدهای پروازی
Auckland connects to 26 domestic and 48 international destinations in North and South America, Asia, Oceania, the Middle East and Europe. Air New Zealand operate the most departures from the airport followed by Jetstar, Qantas and Virgin Australia.

### مسافری
| شرکت‌های هواپیمایی                             | مقصدهای پروازی |
| --------------------------------------------- | --- |
| ایر چاتامس                                    | چتم آیلند/توتا، واکاتن، وانگانیوی |
| ایر چاینا                                     | پکن |
| ایر نیوزیلند                                  | آدلاید، فالئولو، بریزبن، مینیسترو پیستارینی، کرایست‌چرچ، دنیدن، گولد کوست، هنگ کنگ، بین الملی هونولولو، جرج بوش، هیترو لندن، لس‌آنجلس, ملبورن، نادی، نیو، لا تنتوتا، فوآموتو، فاآ، پرث، کوئینزتاون، راروتونگا، سانفرانسیسکو، شانگهای پودنگ، چانگی سنگاپور، سیدنی، هانه‌دا، ناریتا، ونکوور، ولینگتون فصلی: کنز، انگوراه رای، تان سون نهات، کانزای، سانشاین کوست |
| ایر نیوزلند لینک اجرا توسط ایر نلسون          | وودبورن، گیسبورن، کاپیتی کوست، کری‌کری، نلسون، نیو پلیموث، پالمرستون نورث، رتروا، Taupo، تائورانگا، وانگری |
| ایر نیوزلند لینک اجرا توسط Mount Cook Airline | هاوکس بی، نلسون، نیو پلیموث، پالمرستون نورث، تائورانگا |
| ایر تاهیتی نوی                                | لس‌آنجلس، فاآ |
| ایر وانواتو                                   | باورفیلد |
| ایرآسیا ایکس                                  | گولد کوست، کوالالامپور |
| ایرکالین                                      | لا تنتوتا |
| امریکن ایرلاینز                               | فصلی: لس‌آنجلس |
| بریر ایر                                      | گریت بریر، کایتایا، Okiwi، وانگری، Whitianga |
| کاتای پاسیفیک                                 | هنگ کنگ |
| چاینا ایرلاینز                                | بریزبن، تائویوان تایوان |
| هواپیمایی شرقی چین                            | شانگهای پودنگ |
| هواپیمایی جنوبی چین                           | بایون گوآنگجو |
| هواپیمایی امارات                              | بریزبن، دوبی، ملبورن |
| فیجی ایرویز                                   | نادی، نوسوری |
| فلای مای اسکای                                | گریت بریر، Okiwi |
| هاینان ایرلاینز                               | شنژن بن، شی‌آن شیان‌یانگ |
| Hawaiian Airlines                             | بین الملی هونولولو |
| هنگ کنگ ایرلاینز                              | هنگ کنگ |
| جت‌استار                                       | کرایست‌چرچ، دنیدن، گولد کوست، ملبورن، کوئینزتاون، راروتونگا، سیدنی، ولینگتون |
| جت‌استار اجرا توسط ایسترن استرالیا ایرلاینز    | هاوکس بی، نلسون، نیو پلیموث، پالمرستون نورث |
| کورین ایر                                     | اینچئون |
| لان ایرلاینز                                  | کومودورو ارتورو مرینو بنیتز، سیدنی |
| مالزی ایرلاینز                                | کوالالامپور |
| Norfolk Island Airlines اجرا توسط اور ایرلاین | بریزبن، نورفک آیلند |
| فیلیپین ایرلاینز                              | کنز (پایان در ۵ دسامبر ۲۰۱۷)، نینوی آکوئینو |
| کانتاس                                        | ملبورن، سیدنی فصلی: پرث |
| کانتاس اجرا توسط جت‌کانکت                      | بریزبن، ملبورن، سیدنی |
| هواپیمایی قطر                                 | حمد |
| سیچوان ایرلاینز                               | چنگدو شوانگلیو |
| سنگاپور ایرلاینز                              | چانگی سنگاپور |
| Tauck Tours اجرا توسط الیانس ایرلاینز         | چارتر: کوئینزتاون، رتروا، Te Anau، ولینگتون |
| تای ایرویز اینترنشنال                         | سووارنابومی |
| تیانجین ایرلاینز                              | چنگچینگ ییانگبی، تیانجین بینهای |
| یونایتد ایرلاینز                              | فصلی: سانفرانسیسکو |
| ویرجین استرالیا                               | فالئولو (آغاز از ۶ دسامبر ۲۰۱۷), بریزبن، گولد کوست، ملبورن، فوآموتو، راروتونگا، سیدنی |
| ویرجین ساموآ                                  | فالئولو (پایان در ۵ دسامبر ۲۰۱۷) |

### باری

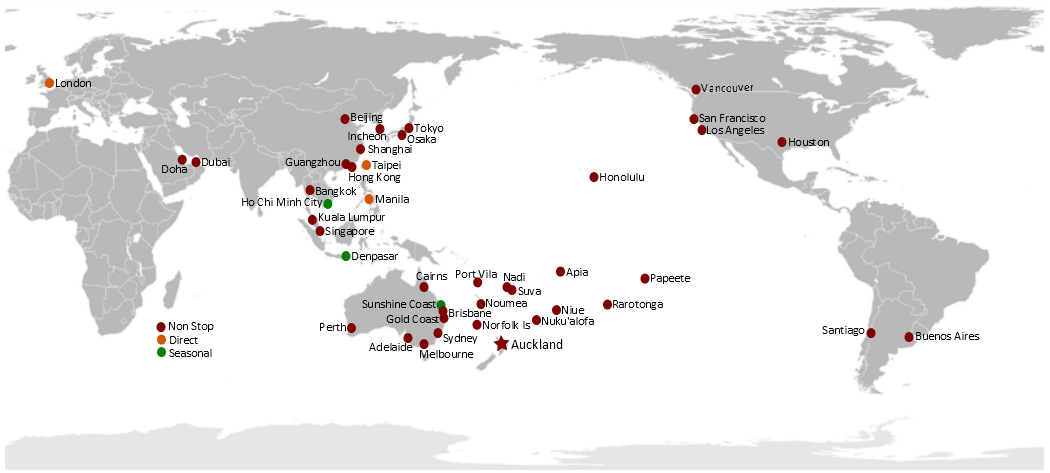
International destinations served from Auckland Airport.

| شرکت‌های هواپیمایی                              | مقصدهای پروازی                                    |
| ---------------------------------------------- | ------------------------------------------------- |
| دی‌اچ‌ال اوییشن اجرا توسط Tasman Cargo Airlines  | لا تنتوتا، سیدنی                                  |
| فدکس اکسپرس                                    | بایون گوآنگجو، بین الملی هونولولو، لس‌آنجلس، سیدنی |
| Parcelair اجرا توسط ایرورک                     | کرایست‌چرچ, پالمرستون نورث                         |
| کانتاس فرایت اجرا توسط اطلس ایر                | اوهر شیکاگو، بین الملی هونولولو، لس‌آنجلس، سیدنی   |
| کانتاس فرایت اجرا توسط اکسپرس فرایترز استرالیا | کنز، کرایست‌چرچ، سیدنی                             |
| سنگاپور ایرلاینز کارگو                         | ملبورن، چانگی سنگاپور، سیدنی                      |